# Sylene
Sylene (též norsky Sylan(e), švédsky Sylarna, v jižní sámštině Bealjehkh) je pohoří na rozmezí Norska a Švédska, v norském kraji Trøndelag a švédské provincii Jämtland.

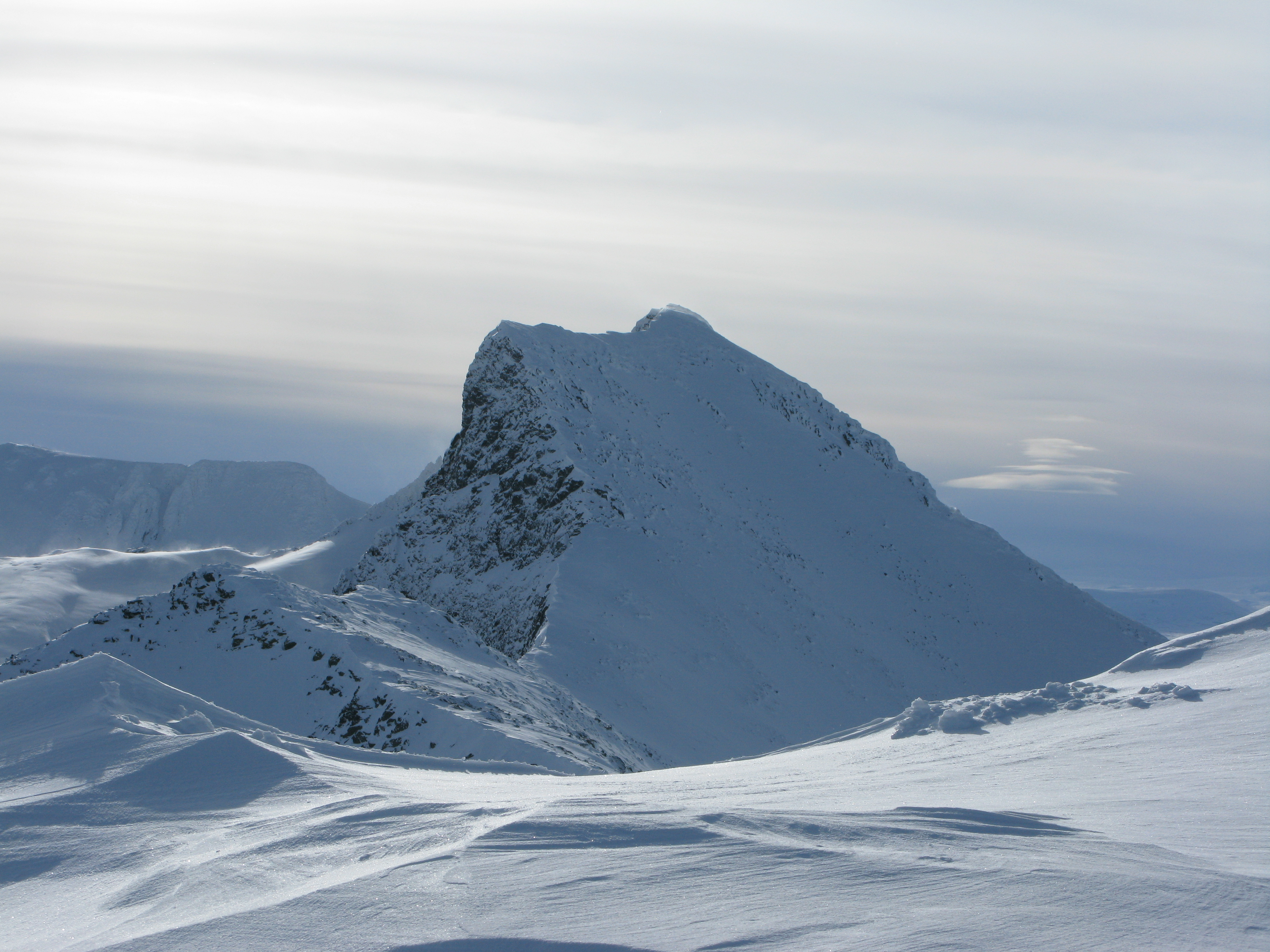
Storsylen v zimě, pohled z Lillsylenu

Osou pohoří je horský hřeben s vrcholy Lillsylen na severu, nejvyšším Storsylen 1762 m uprostřed a Storsola (1728 m) na jihu. Přechod hřebene je oblíbenou horskou túrou. V pohoří se nachází několik horských chat: na norské straně to jsou Schultzhytta v údolí Roltdalen, Storerikvollen a Nedalshytta u jezera Nesjøen. Na švédské straně se nacházejí Blåhammarens Fjällstation, Sylarnas Fjällstation a Fjällstuga Helags.